# Mandrus Mons
Mandrus Mons (grec antic: Μάδρον) foren unes muntanyes de Líbia entre els rius Salathus i Massa. Claudi Ptolemeu hi situa les tribus dels rabii (?άβιοι), els malcoae (Μαλκόαι) i els mandori (Μάνδοροι).